# Orliaguet
Orliaguet is een plaats en voormalige gemeente in het Franse departement Dordogne in de regio Nouvelle-Aquitaine en telt 90 inwoners (2009). De plaats maakt deel uit van het arrondissement Sarlat-la-Canéda.

## Geschiedenis
Op 1 januari 2022 fuseerde de gemeente met Cazoulès en Peyrillac-et-Millac tot de commune nouvelle Pechs-de-l'Espérance.

## Geografie
De oppervlakte van Orliaguet bedraagt 9,9 km², de bevolkingsdichtheid is dus 9,1 inwoners per km².
De onderstaande kaart toont de ligging van Orliaguet met de belangrijkste infrastructuur en aangrenzende gemeenten.

## Demografie
Onderstaande figuur toont het verloop van het inwonertal.
Cazoulès · Millac · Orliaguet · Peyrillac